# Secarias
Secarias is een plaats (freguesia) in de Portugese gemeente Arganil en telt 451 inwoners (2001).